# Axel Vornam
Axel Vornam (* 7. Dezember 1956 in Castrop-Rauxel) ist ein deutscher Theaterregisseur und Theaterintendant.

## Leben
1967 zogen seine Eltern und er in die DDR. Zuerst machte er eine Ausbildung zum Wirtschaftskaufmann, im Anschluss daran war er im Studententheater Leipzig als Schauspieler und Regisseur tätig. Zwischen 1980 und 1985 studierte er Schauspielregie an der Berliner Hochschule Ernst Busch. Von 1985 bis 1988 arbeitete er als Regisseur am Meininger Theater, ab 1988 war er Schauspieldirektor am Rudolstädter Theater in Rudolstadt (Thüringen). In der Zeit von 1995 bis 1998 hatte er die Leitung des Schauspiels im Theater Vorpommern (früher Stralsunder Theater) inne, zwischen 1998 und 2001 war er freischaffend. Von 2001 bis 2003 arbeitete er als Chefregisseur am Landestheater Schleswig-Holstein und inszenierte mehr als 70 Stücke: So von Shakespeare, Goethe, Schiller, Büchner, Lessing, Kleist, Euripides, Hölderlin, Ibsen, Heiner Müller, Hauptmann, Beckett, Wilde, Fo, Goldoni, Schwab, Jonigk, Chatten, Molière, Labiche, Bronnen, Bukowski. Ab 2003 arbeitete er als Intendant und Geschäftsführer am Theater Rudolstadt, wo er bereits von 1988 bis 1995 Schauspieldirektor gewesen war. Dort erweiterte er das Angebot durch Kooperationen zum Spektrum eines Drei-Sparten-Hauses (Schauspiel, Musiktheater, Tanztheater). Dies galt seinerzeit als ein „in Deutschland einmaliges Konzept“, weil es alle Sparten eines Theaters bediente. Der Erfolg am Thüringer Theater Rudolstadt war bedeutend:

„In Rudolstadt konnte sich das Theater unter seiner Leitung etablieren. Als erstes Theater der neuen Bundesländer errang das mit Eisenach fusionierte Rudolstadt seine Eigenständigkeit zurück.“

Im Herbst 2006 wurde seine Arbeit beim Thüringer Theater Rudolstadt gewürdigt. So nominierte das Fachblatt Theater heute das Haus als Theater des Jahres für die beste künstlerische Gesamtleistung.
Am 15. Februar 2007 wurde er vom Heilbronner Gemeinderat zum Intendanten des Stadttheaters Heilbronn gewählt, seit September 2008 leitet er dieses. Sein Vertrag, mehrfach verlängert, läuft bis 2026.

## Theater (Regie)
- 1985: Alexei Arbusow: Mein armer Marat – (Volksbühne Berlin – Theater im 3. Stock)